# Prêmio Literário Internacional Neustadt
O Prêmio Literário Internacional Neustadt (Neustadt International Prize for Literature em inglês) é um laurea de literatura bianual promovido pela Universidade de Oklahoma e pela World Literature Today, concedido pelo conjunto da obra. Destinado a consagrar romancistas, poetas ou dramaturgos, é comparado ao Prêmio Nobel de Literatura, sendo referido como o Nobel Americano.
Criado em 1969, o Prêmio Neustadt foi a primeira premiação literária norte-americana. Os prêmios são 50.000 dólares americanos, um certificado e um troféu (reprodução em prata de uma pena de águia), garantidos por uma doação perpétua feita pela família Neustadt.
Os únicos escritores de língua portuguesa laureados com o Prêmio Neustadt foram o brasileiro João Cabral de Melo Neto (1992) e o moçambicano Mia Couto (2014).

## Lista dos laureados com o Prêmio Neustadt
| Ano  | Nome                     | País                   |
| ---- | ------------------------ | ---------------------- |
| 1970 | Giuseppe Ungaretti       | Itália                 |
| 1972 | Gabriel García Márquez   | Colômbia               |
| 1974 | Francis Ponge            | França                 |
| 1976 | Elizabeth Bishop         | Estados Unidos         |
| 1978 | Czesław Miłosz           | Polônia                |
| 1980 | Josef Škvorecký          | Checoslováquia/ Canadá |
| 1982 | Octavio Paz              | México                 |
| 1984 | Paavo Haavikko           | Finlândia              |
| 1986 | Max Frisch               | Suíça                  |
| 1988 | Raja Rao                 | Índia/ Estados Unidos  |
| 1990 | Tomas Tranströmer        | Suécia                 |
| 1992 | João Cabral de Melo Neto | Brasil                 |
| 1994 | Edward Kamau Brathwaite  | Barbados               |
| 1996 | Assia Djebar             | Argélia                |
| 1998 | Nuruddin Farah           | Somália                |
| 2000 | David Malouf             | Austrália              |
| 2002 | Álvaro Mutis             | Colômbia               |
| 2004 | Adam Zagajewski          | Polônia                |
| 2006 | Claribel Alegría         | Nicarágua/ El Salvador |
| 2008 | Patricia Grace           | Nova Zelândia          |
| 2010 | Duo Duo                  | China                  |
| 2012 | Rohinton Mistry          | Índia/ Canadá          |
| 2014 | Mia Couto                | Moçambique             |
| 2016 | Dubravka Ugrešić         | Croácia/ Países Baixos |
| 2018 | Edwidge Danticat         | Estados Unidos         |
| 2020 | Ismail Kadare            | Albânia                |
| 2022 | Boubacar Boris Diop      | Senegal                |